# Bocage (acteur)
Pour les articles homonymes, voir Touzé et Bocage (homonymie).
Pierre François Touzé, dit Bocage, né le 20 brumaire an VIII (11 novembre 1799) à Rouen et mort le 30 août 1862 à Paris 3e, est un acteur français.

## Biographie
Issu d’une famille pauvre d’ouvriers toiliers, Bocage fut, dès l’enfance, contraint de travailler dans une fabrique de tissage pour se nourrir. Ayant appris à lire et à écrire sans être allé à l’école, il se mit à lire, dans sa jeunesse, Shakespeare. Ayant fini par se retrouver sur la scène, il fit, pour réaliser son rêve, le voyage à pied de sa ville natale vers la capitale où il entra au Conservatoire de Paris, avant de devoir le quitter en raison de son manque de ressources financières.
Beau, talentueux et indiscipliné, il connut des débuts difficiles et dut se produire plusieurs années dans d’obscurs théâtres de province, avant de rejoindre la troupe de la Porte-Saint-Martin. À Paris, il fut attaché aux divers théâtres de drames, et se fit une grande popularité comme interprète des principales créations romantiques : Antony, Marion Delorme, La Tour de Nesle, Don Juan de Marana, etc., où il portait une distinction superbe et une énergie passionnée.
Dans les années 1830, il compta au nombre des amants de George Sand.
Membre de la Comédie-Française, il y joua le répertoire classique, et y joua encore la Vieillesse de Richelieu d’Octave Feuillet et Paul Bocage, en 1849. Il appartint aussi au théâtre de l'Odéon, dont il devint le directeur, en 1845, avant d’en être licencié en 1848, pour activités anti-gouvernementales. L’ardeur avec laquelle il se mêlait au mouvement littéraire de son temps avait en effet acquis à ce citoyen politiquement actif, une influence dont il essaya de faire un moyen d’action politique, lors de la Révolution, pour se mettre sur les rangs pour la représentation nationale, mais ceci affecta sa carrière théâtrale car il mit souvent, en tant que directeur, les représentations de l’Odéon au service de la propagande révolutionnaire.

En 1854, il parut au Vaudeville dans le Marbrier, d’Alexandre Dumas ; en 1855, il remplit plusieurs rôles dans le Paris de Paul Meurice, à la Porte-Saint-Martin. En 1857, il créa le rôle de l’amiral Byng dans l’Amiral de l’Escadre Bleue, de Paul Foucher, au Cirque impérial. Ayant obtenu, en 1859, la direction du théâtre Saint-Marcel, il y joua dans plusieurs pièces, mais les éléments de succès manquaient à ce théâtre éloigné. En 1861, il alla jouer sur le théâtre de Belleville, et s’y montra encore avec supériorité dans son ancien rôle de Buridan. Enfin, peu de temps avant de mourir, il créa à l’Ambigu-Comique le rôle du vieux duc dans les Beaux Messieurs de Bois Doré, qui, selon l’expression de Théophile Gautier, 

« fit voir à la jeune génération surprise ce qu’était ce Bocage dont nous lui faisions des récits. »

 Toutes les scènes lui allaient, il avait aussi représenté au Gymnase Jarvis l’honnête homme, Henri Hamelin et le Marchand de Londres.
À la vente de sa garde-robe théâtrale, Virginie Déjazet réclama comme un précieux souvenir le poignard qui servait à l’artiste dans Antony.
Il a été inhumé au cimetière du Montparnasse, dans la 16e division, ses cendres ont été transférées à l'ossuaire du Père-Lachaise le 28 décembre 1967. Il était le père de l'auteur dramatique Henry Bocage et l'oncle du romancier et librettiste Paul Bocage.

## Iconographie

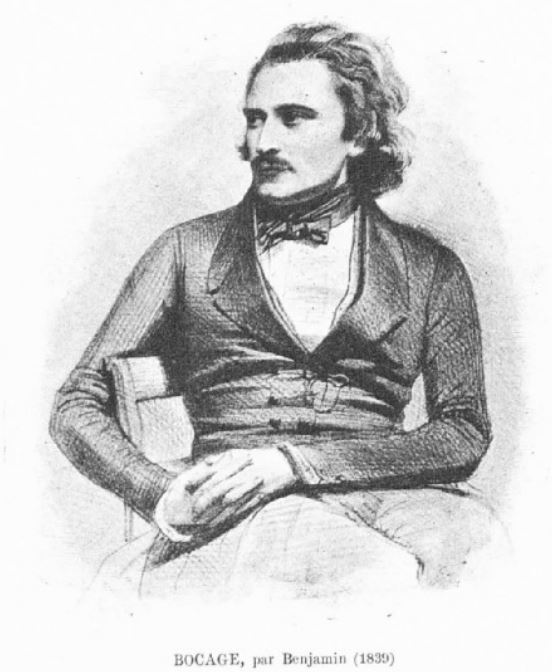
Bocage par Benjamin (1839).
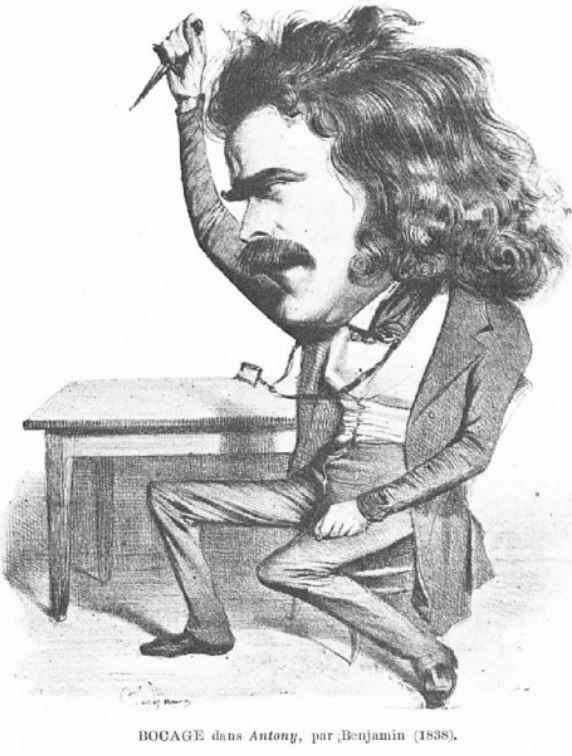
Bocage dans Antony par Benjamin, 1838.

- Le musée national du château de Compiègne conserve deux estampes d’Alphonse-Léon Noël et de Benjamin Roubaud représentant Bocage
- François Louis Couché, Bocage dans le rôle de Buridan, dans la Tour de Nesle d’Alexandre Dumas, gravure de 1831
- Auguste Charpentier (1813-1880), Portrait de Bocage, artiste dramatique, avant 1862, huile sur toile, musée des beaux-arts de Rouen[8]